# Кыжья (Пермский край)
Кыжья — упразднённая в 2005 году деревня, располагавшаяся на территории Александровского муниципального округа Пермского края России.

## География
Урочище находится в северо-восточной части края, в предгорьях Среднего Урала, в подзоне средней тайги, на левом берегу реки Кыжьи, на расстоянии приблизительно 12 километров (по прямой) к юго-западу от города Александровска, административного центра округа. Абсолютная высота — 174 метра над уровнем моря.

### Климат
Климат характеризуется как умеренно континентальный, влажный, с холодной продолжительной снежной зимой и сравнительно коротким тёплым летом. Среднегодовая температура воздуха — −0,5…+0,5 °C. Средняя температура воздуха самого холодного месяца (января) — −16,5 °C (абсолютный минимум — −54 °С), средняя температура самого тёплого (июля) — +16,5 °С (абсолютный максимум — +36,5 °С). Годовое количество атмосферных осадков составляет около 600—800 мм, из которых большая часть выпадает в тёплый период. Снежный покров держится в течение 170—180 дней.

## История
Известна с 1843 года.
В «Списке населенных мест Российской империи» 1869 года населённый пункт упомянут как деревня Кыжева (Кыжьи) Соликамского уезда (2-го стана) Пермской губернии, при речке Кыжве, расположенная в 113,5 верстах от уездного города. В деревне насчитывалось 19 дворов и проживало 88 человек (38 мужчин и 50 женщин).
В 1908 году в деревне, относящейся к Кыжьинскому обществу Кизеловской волости Соликамского уезда, имелось 19 дворов и проживал 101 человек (52 мужчины и 49 женщин). В этноконфессиональном составе населения того периода преобладали русские православного вероисповедания.
По данным переписи 1926 года имелось 24 хозяйства и проживало 127 человек (60 мужчин и 67 женщин), русских по национальности. В административном отношении входила в состав Маловильвенского сельсовета Соликамского района Верхне-Камского округа Уральской области.
В 1963 году числилась как населённый пункт Маловильвенского сельсовета, проживало 59 человек. В 1981 году население составляло 25 человек, административно подчинялась Лытвенскому сельсовету.

Упразднена в 2005 году.